# Xystrocera abrupta
Xystrocera abrupta es una especie de escarabajo longicornio perteneciente al género Xystrocera, clasificada en la tribu Xystrocerini, de la subfamilia Cerambycinae.
Mide 12-26 mm de longitud. El período de actividad para los adultos se presenta en los meses de enero, febrero, marzo, abril, noviembre y diciembre.

## Distribución
Se distribuye por Angola, Camerún, Uganda, República Democrática del Congo, República del Congo, Tanzania y Chad.

## Taxonomía
Fue descrita por Aurivillius en 1908.
Etimología
abrupta: epíteto que significa elevado.
Sinonimia
- Xystrocera abrupta lateconjuncta Breuning, 1957.[2]